# Hartberg
El municipio de Hartberg se localiza en el Distrito de Hartberg, en Estiria. Es la capital del distrito.

## Geografía
Hartberg se subdivide en: Eggendorf, Grazervorstadt, Habersdorf, Ring, Safenau y Ungarvorstadt.
El municipio de Hartberg es una especie de eje central entre Graz y Viena, y es la "puerta de entrada" a Hungría. Hartberg como municipio se encuentra entre el sur, el este y el noroeste de la autopista A2, las avenidas desarrolladas B54, B50 y la calle L401.
El centro de Graz queda a 50 minutos de viaje y el puesto fronterizo de Heiligenkreuz, Hungría, a 35 minutos.

## Historia

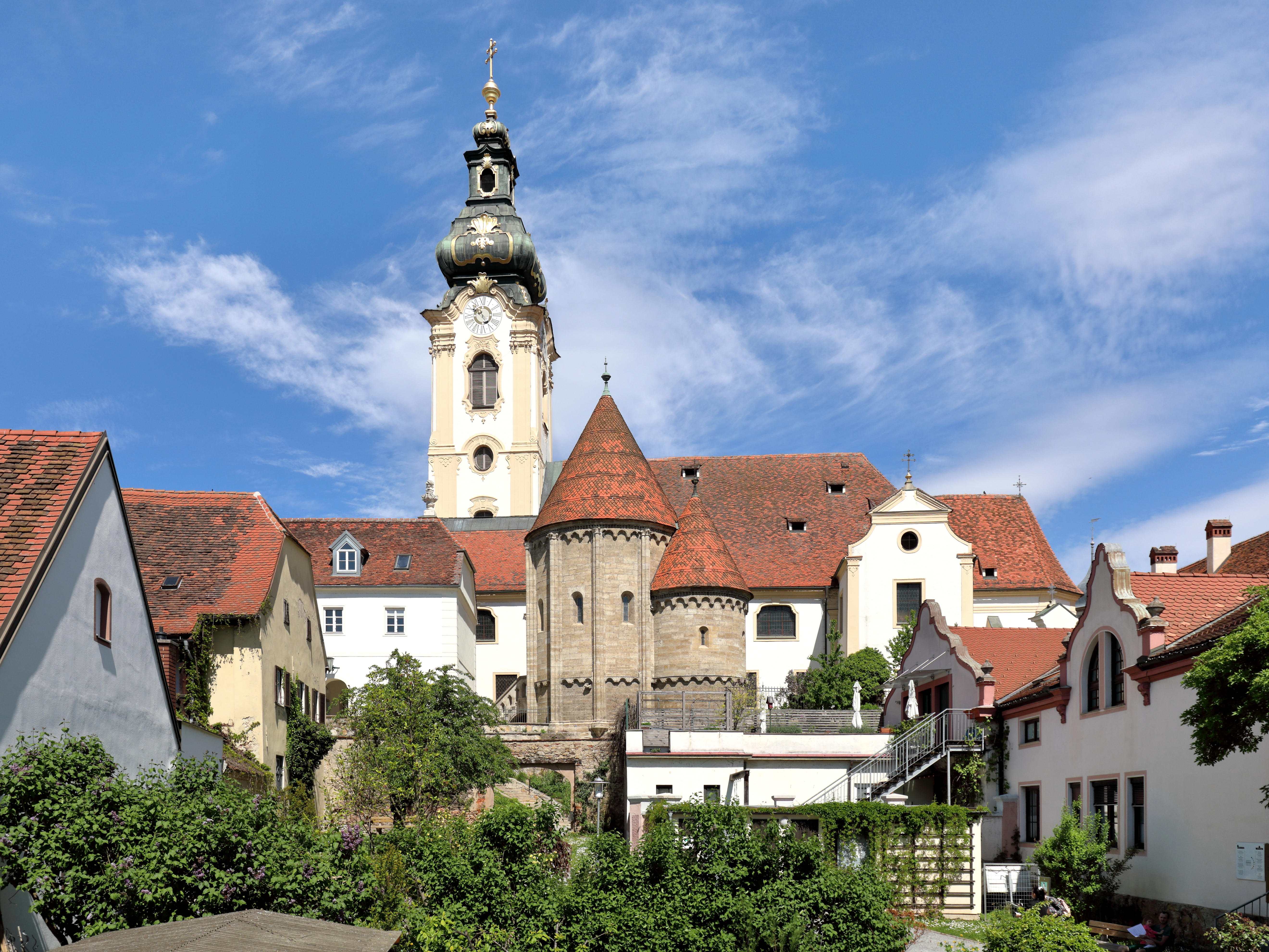
Iglesia de San Martín en Hartberg y Hartberger Karner (Osario de Hartberg).

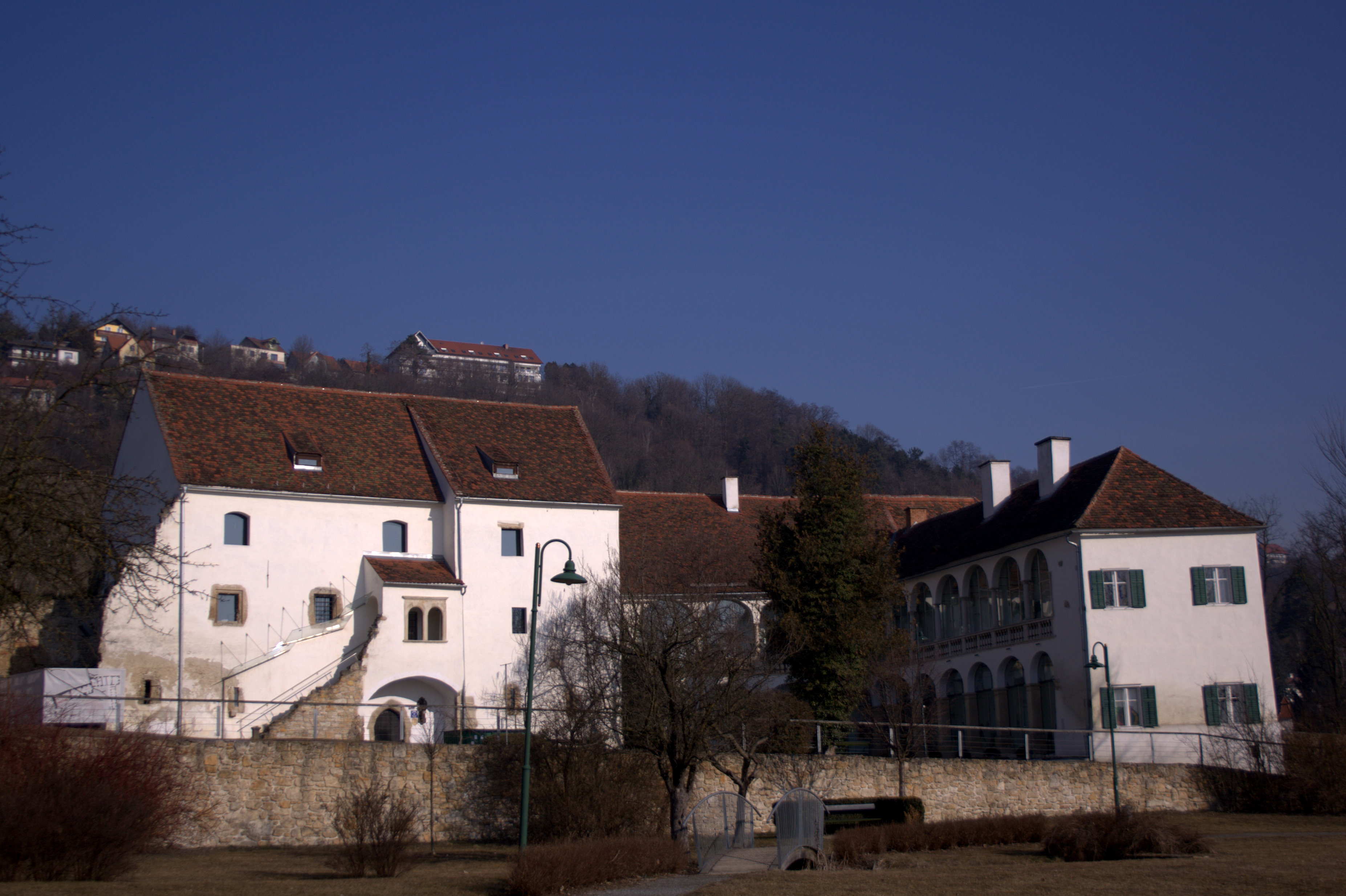
Schloss Hartberg o Schloss Paar (Castillo de Hartberg)

Los primeros asentamientos locales se originaron en Ringkogel, en la temprana Edad de Piedra. Pero Hartberg sería fundada recién en 1122 por Margrave Leopold von Steyr (Leopold I.) († 26. Octubre 1129) como el primer palatinado Traungauer en el territorio de Estiria.
En los registros se la menciona por primera vez en el año 1128, extendida al sudeste con la Iglesia de San Martín ya consagrada, un molino, un castillo y una granja. Hartberg sería el centro político local hasta que fue desplazada por Graz. El Hartberger Karner (el Osario de Hartberg) es el monumento más conocido y se cree que fue construido a mediados del siglo XII.
En 1469 el mercenario imperial Andreas Baumkirchner conquista Hartberg y unos años más tarde, las tropas del rey húngaro Matthias Corvinus devastaron la zona. En 1532 los turcos llegaron a la ciudad pero solo sufrió la zona de los suburbios. En 1605 hubo un saqueo en las afueras de la ciudad que no se extendió gracias a las murallas de protección.
Hartberg fue hasta 1529 propiedad del principado, año en la que fue vendida al gobernante Siegmund von Dietrichstein. Luego, pertenecería a la dinastía Paar durante un largo tiempo, quiénes morarían en el Castillo de Hartberg.
El 30 de septiembre de 1785, John Harrison, músico inglés, sufrió un accidente mortal cuando su carruaje se estrelló contra un árbol. Se dirigía a Viena para ver a su amigo Mozart.

### Escudo de armas
El escudo con fondo rojo, atravesado por una línea horizontal plateada, con un suelo verde en la cual aparece una figura sentada, que representa a San Martín, al borde izquierdo de un caballo marrón. Con barba blanca y sobre su cabeza un sombrero marrón y rodeado por un halo dorado, sus pantalones son rojos de los cuales se ve una sola pierna, con la túnica color verde, debajo una ropa marrón y amarilla, finalizando con unas botas en los pies.
El santo se dirige hacia un hombre que representa un mendigo, arrodillado sobre su pierna derecha, con la mano derecha elevada hacia el santo, tiene un abrigo marrón, una falda gris y un sombrero blanco. El escudo está rodeado por un borde ornamental de color acero.

## Cultura

### Steinpeißhaus, Glasarchiv y Bibliothek Hartberg

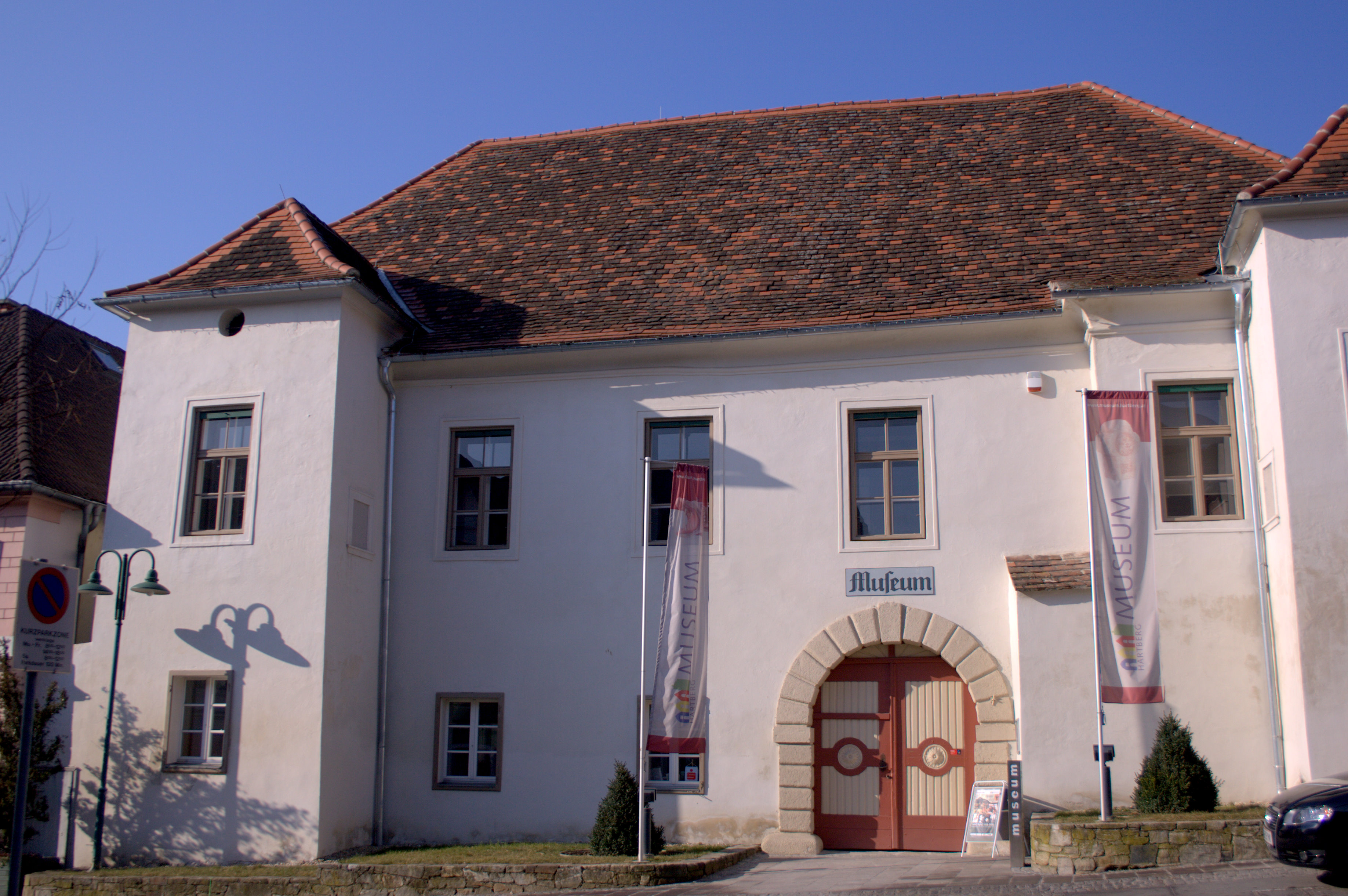
Steinpeißhaus (La casa de Steinpeiß), Museo de Hartberg

El museo de Hartberg se encuentra abierto desde el 6 de octubre de 1988, en el histórico Steinpeißhaus (La casa de Steinpeiß), siendo operado por Historischer Verein Hartberg (Sociedad Histórica de Hartberg). La sede se encuentra ubicada en la calle Herrengasse 6 y fue mencionada por primera vez en un documento en agosto de 1406. Su nombre proviene del propietario de 1412, Seifried Steinpeiß, apareciendo por escrito dicho nombre en el año 1530, con una variante, "Stainpeishaus".
El Glasarchiv (Archivo de vidrio) se encuentra en la exhibición permanente del museo de Hartberg y contiene objetos cotidianos y curiosos, como herramientas, uniformes de niños o una central telefónica de 1920.
La biblioteca de la ciudad se encuentra algo oculta, al otro lado de la plaza principal, posee un inventario de más de 10 mil libros de ficción y no ficción, más de 3 mil de libros infantiles y juveniles, casi 500 juegos y 500 archivos multimedia.

### Ringkogel, castillo Neuberg y Ringwarte

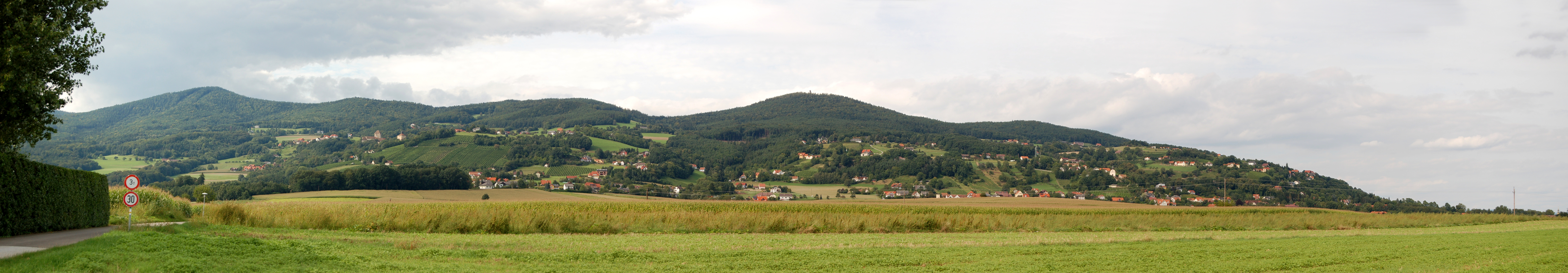
Vista panorámica desde el Ringkogel.

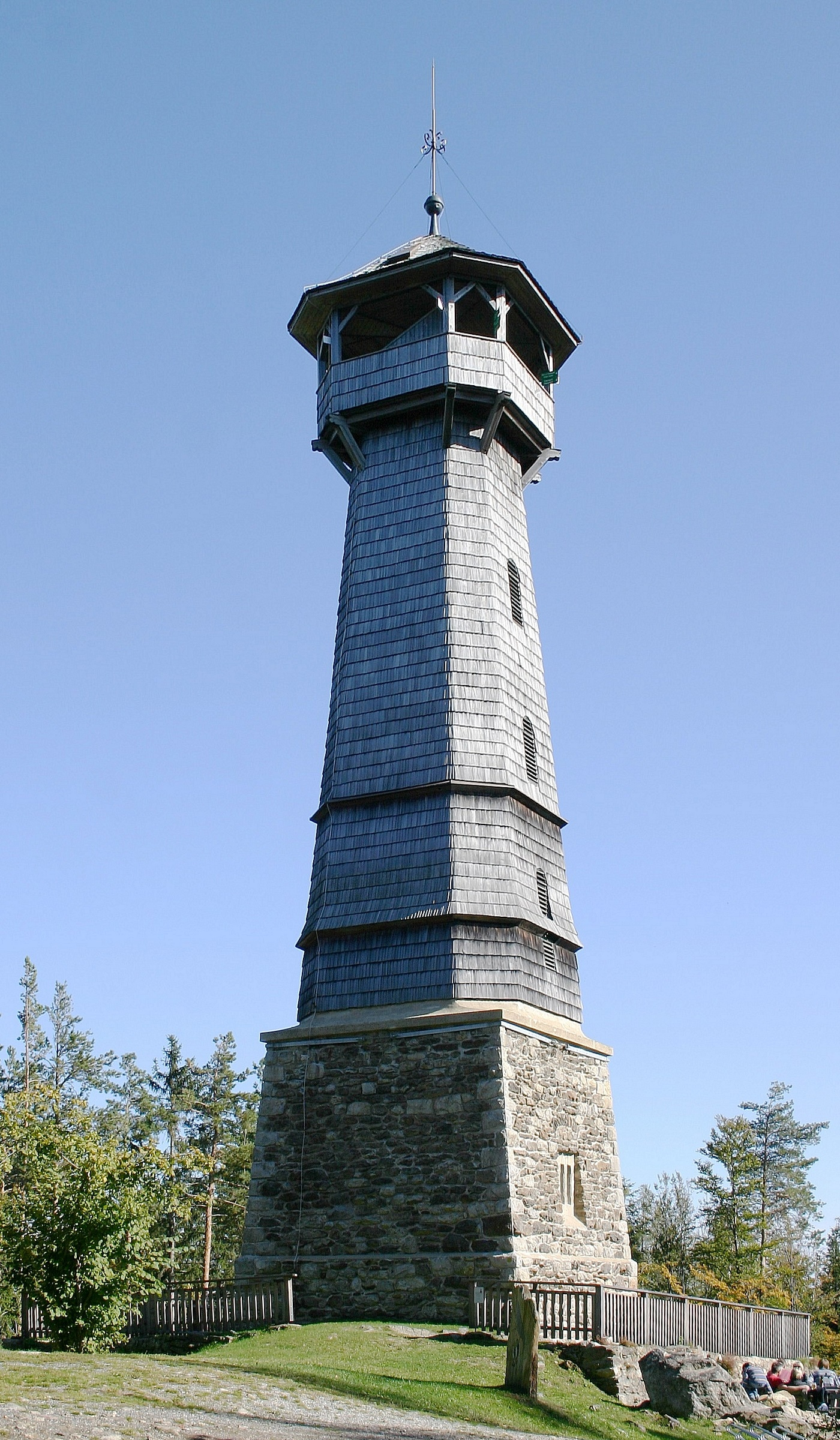
Ringwarte de Hartberg

El área del Ringkogel, que fue habitada desde el neolítico, tiene 789 metros de altitud y es parte de Massenberg (Maßenberg), considerada una montaña acostada a los pies de Hartberg. Por su ubicación, hasta el siglo XVIII tuvo una importancia militar especial, con varios caminos que conducen hasta allí. En las laderas del sur se encuentra Burg Neuberg (el castillo de Neuberg) y la Villa Rústica. Por la ubicación y las condiciones climáticas existen viñedos allí, produciendo vinos de alta calidad. En la parte superior del Ringkogel se encuentra el Aussichtsturm. Se trata de un puesto de observación conocido como la Ringwarte, que fue construido en 1906 por pedido del alcalde Raimund Obendrauf y ofrece una vista del este de Estiria.

## Política

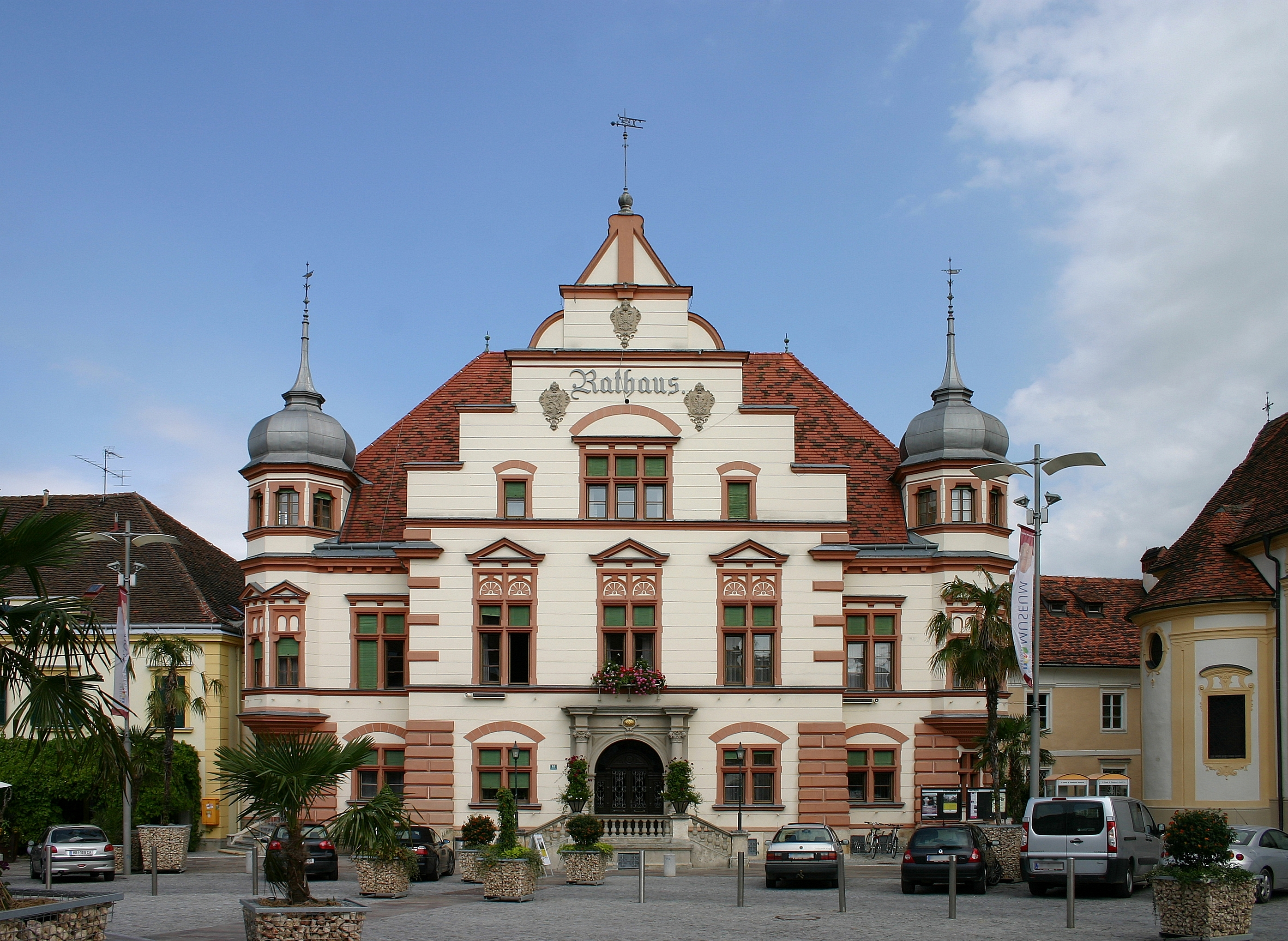
Ayuntamiento de Hartberg (Hartberger Rathaus).

El ayuntamiento de Hartberg se compone de un alcalde, el primer vicealcalde, el segundo vicealcalde, un oficial de finanzas, el encargado del ayuntamiento y 20 miembros del consejo municipal.
La ciudad de Hartberg ha sido galardonada dos veces en el Concurso Nacional Floral, en las ediciones de 2007 y 2008. En la primera fue nombrada la segunda ciudad más bella de Estiria, la segunda vez fue nombrada con un premio especial a la "zona ecológicamente más valiosa" por el Parque Gmoos, una reserva natural en las afueras de la ciudad. Además, en 2009 recibió el premio internacional Lento Città, premio que se otorga a muy pocos lugares siendo la ciudad 111 en recibirlo y la segunda de Austria.

## Economía
Hartberg se encuentra en el programa LEADER, una iniciativa de la Unión Europea, para mejorar la calidad de vida y el desarrollo de la situación económica región, que desde 1991 alienta el desarrollo de regiones rurales. Junto con el municipio se encuentran otros como Pöllau, Kaindorf y Greinbach.
El Hatric (Hartenberger Trade & Industry Center) es el centro económico y productivo dispuesto por el municipio, que se divide en dos partes: Hatric comercial y su zona y, Hatric comercial e industrial.
La zona se encuentra en cercanías de la estación ÖBB de trenes y comprende unos 200 mil metros cuadrados, situado sobre la avenida B50 inmediatamente después de la Estación de Hartberg (zona industrial), a unos 1,5 kilómetros de la entrada a Hartberg.
También, sobre la calle L401 se encuentra el «Ecoparque», un área prioritaria de Hartberg con una superficie aproximada de 550 mil metros cuadrados. El sitio fue creado con la finalidad de ser un parque ecológico por la empresa Ökoplan GmbH en enero de 1997. Con la avenida B50 conecta con la ciudad de Hartberg.
Aproximadamente 15 hectáreas (150 000 m²) son ofrecidas a unas 20 empresas, con la condición de que se especialicen en tecnología energética, ambiental o servicios ambientales. La subdivisión del Ecoparque es: 58 300 m² en salas de exposiciones, 86 200 m² en áreas operativas, las zonas de tránsito con 12 500 m² y 1 400 m² de desechos.

### Medioambiente
La Alianza del Clima de la Comunidad de Hartberg promueve iniciativas tales como la Initiative autofreier Tag (iniciativa día sin coches), la difusión de información, todo relativo a la neutralidad del CO2. Este no es un concepto desarrollado recientemente, ya en 1985 el ayuntamiento desarrolló un programa, el Energy Proyect, mejorando la calidad energética de muchos edificios, la alianza del clima es algo reciente pero bajo la misma línea medioambiental.
El objetivo del proyecto del CO2-neutrale Stadtgemeinde Hartberg (Municipio de Hartberg neutral de CO2) fundamenta sus acciones en una base de datos que es analizada para determinar cuál serán los pasos para prevenir el CO2, incluyendo mediciones en hogares, industrias y comercios.
Otras medidas que se tomaron es incluir un colectivo municipal para transportar pasajeros con el fin de reducir el CO2 del transporte urbano, y convertir la mayor parte del alumbrado público con luces de bajo consumo.
En la actualidad el proyecto «Región Modelo de Clima y Energía» del que participa Hartberg junto con los municipios de Sankt Johann in der Haide, Greinbach y Hartberg Umgebung, consiste en prepararlos para los futuros retos energéticos y climáticos a futuro, siendo aprobado conjuntamente en mayo de 2012. El comienzo del proyecto fue en junio de 2012, contando con un período de dos años para realizar actividades a gran escala en áreas de conocimiento, alumbrado y calles, suministro de energía biomasa, energía solar y sistemas fotovoltaicos, movilidad y aislamiento de los mismos. El proyecto se encuentra financiado por el Ministerio Federal de Agricultura.